# Tetsuzō Fuyushiba

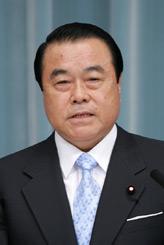
Tetsuzō Fuyushiba, 2006

Tetsuzō Fuyushiba (jap. 冬柴 鐵三, Fuyushiba Tetsuzō; * 29. Juni 1936 in Mukden, China (heute: Shenyang, Provinz Liaoning, Volksrepublik China); † 5. Dezember 2011 in Amagasaki, Japan) war ein japanischer Politiker der Kōmeitō, Minister und Abgeordneter im Shūgiin, dem Unterhaus.

## Leben
Fuyushiba wurde ein Jahr vor Ausbruch des Zweiten Japanisch-Chinesischen Krieges im japanischen Satellitenstaat Mandschukuo geboren. Seine Schulzeit verbrachte er in der Präfektur Mie. Er studierte bis 1960 Rechtswissenschaften an der Kansai-Universität, seine Anwaltsprüfung legte er 1961 ab. 1963 war er an der Gründung der Midosuji-Anwaltskanzlei in Osaka beteiligt, für die er danach über zwanzig Jahre arbeitete.
1986 kandidierte Fuyushiba im 2. Wahlkreis (seit 1998: 8. Wahlkreis) der Präfektur Hyōgo erfolgreich für das Shūgiin und wurde seither sechsmal wiedergewählt. Er gehörte zunächst der Kōmeitō an, die damals in der Opposition war. In der Anti-LDP-Koalitionsregierung von Premierminister Morihiro Hosokawa wurde Fuyushiba 1993 parlamentarischer Staatssekretär im Innenministerium. Nach der Rückkehr der LDP an die Macht und der Auflösung der Kōmeitō schloss er sich der Neuen Fortschrittspartei an. Unter dem Vorsitzenden Ichirō Ozawa wurde Fuyushiba stellvertretender Vorsitzender des Komitees für Parlamentsangelegenheiten.
Nach der Auflösung der Neuen Fortschrittspartei wurde Fuyushiba 1998 Generalsekretär der gerade gegründeten Neuen Partei Frieden (新党平和, shintō heiwa). Im selben Jahr wurde die Partei Teil der Neuen Kōmeitō, Fuyushiba war als ihr Generalsekretär an den Gesprächen beteiligt, die 1999 zu einer Regierungskoalition mit der LDP führten. Im September 2006 wurde Fuyushiba Minister für Land, Infrastruktur und Verkehr im Kabinett Abe und der einzige Vertreter seiner Partei im Kabinett; sein Nachfolger als Generalsekretär wurde Kazuo Kitakawa. Nachdem Premierminister Yasuo Fukuda ihn zunächst in sein Kabinett übernommen hatte, übernahm die Kōmeitō bei der Kabinettsumbildung im August 2008 das Umweltministerium. Fuyushibas Nachfolger als Minister wurde Sadakazu Tanigaki (LDP).
Bei der Shūgiin-Wahl 2009 verlor Fuyushiba seinen Wahlkreis an Yasuo Tanaka (Neue Partei Japan) und erklärte anschließend seinen Rückzug aus der Politik. Er starb im Alter von 75 Jahren an einer Lungenentzündung im Krankenhaus von Amagasaki, Präfektur Hyogo.

## Politische Positionen und Tätigkeit als Minister
Während seiner Amtszeit als Generalsekretär forderte Fuyushiba von Koalitionspartner Jun’ichirō Koizumi, geplante Besuche im Yasukuni-Schrein zu unterlassen.
Fuyushiba befürwortete das Wahlrecht bei Präfektur- und Kommunalwahlen für alle in Japan lebende Ausländer, während Teile der LDP dieses Recht nur Südkoreanern und Taiwanern gewähren wollen.
Mit Fuyushibas Amtsantritt als Minister für Land, Infrastruktur und Tourismus übernahm sein Ministerium auch die Sonderverantwortung für Tourismusförderung (観光立国, kankō rikkoku, deutsch etwa: „nationale Aufrichtung des Tourismus“), die auf seine Initiative hin in der Gründung einer eigenständigen Tourismusbehörde münden soll.